# Redenzione (album)
Redenzione è il primo album in studio del rapper italiano Lowlow, pubblicato il 13 gennaio 2017 dalla Sugar Music.

## Tracce
1. Arirang – 4:25
2. Ulisse – 3:24
3. Giulio Elia – 3:16
4. Il sentiero dei nidi di ragno – 4:00
5. Ziggy – 3:37
6. Io ti ammazzerei (feat. Marianne Mirage) – 3:20
7. Canto V – 3:29
8. Bravo – 3:44
9. Niente di più stupido di sognare – 3:25
10. Borderline – 3:32
11. Redenzione – 3:26

## Classifiche
| Classifica (2017) | Posizione massima |
| ----------------- | ----------------- |
| Italia            | 4                 |